# لاري موريس (لاعب كرة قدم أمريكية)
لاري موريس (بالإنجليزية: Larry Morris) هو لاعب كرة قدم أمريكية أمريكي، ولد في 10 ديسمبر 1933 في أتلانتا في الولايات المتحدة، وتوفي في 19 ديسمبر 2012 في أوستيل في الولايات المتحدة بسبب خرف.

## وصلات خارجية
- لاري موريس على موقع مرجع كرة القدم المحترفة.كوم (الإنجليزية)
- لاري موريس على موقع قاعة جورجيا للمشاهير الرياضية (مؤرشف) (الإنجليزية)